# George Chapman
George Chapman (Hitchin, 1559 körül – London, 1634. május 12.) angol drámaíró, fordító és költő. Klasszikus tudós volt, akinek a művein érződik a sztoikus filozófia hatása.  Költészetben Shakespeare riválisának tekintik és egyben a metafizikus költők elődjének. Mégis leginkább Homérosz angol nyelvű fordításairól a legnevezetesebb  (Iliasz, Odüsszeia és Békaegérharc).

## Élete és munkássága
Chapman  a hertfordshire-i Hitchin városában született. Csak valószínűsíthető, hogy Oxfordban tanult ám diplomát nem szerzett. Legkorábbi munkái filozofikus tartalmú versek (The Shadow of Night (Az éj árnyéka, 1594) és  Ovid's Banquet of Sense (Ovidius szellemi lakomája) (1595). Ez utóbbival a kor olyan erotikus költeményeire reagál, mint  Philip Sidney Astrophil és Stella és Shakespeare Vénusz és Adonisz című költeményei. Chapman életét beárnyékolták az örökös tartozások és az, hogy képtelen volt patrónust találni. Chapman korai támogatói (Robert Devereux, Essex grófja és  Henry Frederick, Wales hercege) fiatalon meghaltak. Chapman állandó szegénysége ellenére számos költeményt és drámát írt.
Chapman Londonban halt meg eladósodva, nagy nyomorban 1634. május 12-én.